# Élections législatives de 1877 dans l'Ardèche
Les élections législatives de 1877 ont eu lieu le 14 octobre 1877.

## Élus
|   | Circonscription | Député élu                |  | Groupe parlementaire | Député élu               |  | Groupe parlementaire |
| - | --------------- | ------------------------- |  | -------------------- | ------------------------ |  | -------------------- |
| 1 | Largentière 1e  | Ernest Blachère           |  | Appel au peuple      | Ernest Blachère          |  | Appel au peuple      |
| 2 | Largentière 2e  | Léonce Destremx           |  | Gauche républicaine  | Jean-François Lauriol    |  | Constitutionnel      |
| 3 | Privas 1e       | Arthur Chalamet           |  | Gauche républicaine  | Arthur Chalamet          |  | Gauche républicaine  |
| 4 | Privas 2e       | Auguste Gleizal           |  | Gauche républicaine  | Auguste Gleizal          |  | Gauche républicaine  |
| 5 | Tournon 1e      | Charles-André Seignobos   |  | Gauche républicaine  | Charles-André Seignobos  |  | Gauche républicaine  |
| 6 | Tournon 2e      | Pierre Marcellin Rouveure |  | Centre gauche        | François Boissy d'Anglas |  | Gauche républicaine  |

## Résultats à l'échelle du département
| Partis         | Partis                      | Premier tour | Premier tour | Sièges |
| Partis         | Partis                      | Voix         | %            | Sièges |
| -------------- | --------------------------- | ------------ | ------------ | ------ |
|                | Gauche républicaine         | 43 433       | 47,32        | 4      |
|                | Constitutionnels            | 16 148       | 17,59        | 1      |
|                | Légitimistes                | 14 489       | 15,86        | 0      |
|                | Bonapartistes               | 13 283       | 14,47        | 1      |
|                | Républicains intransigeants | 4 253        | 4,63         | 0      |
|                | Divers                      | 183          | 0,20         | 0      |
|                |                             |              |              |        |
| Inscrits       | Inscrits                    | 111 731      | 100,00       | 6      |
| Votants        | Votants                     | 92 064       | 82,40        |        |
| Abstentions    | Abstentions                 | 19 667       | 17,60        |        |
| Blancs et nuls | Blancs et nuls              | 275          | 0,30         |        |
| Exprimés       | Exprimés                    | 91 789       | 99,70        |        |

## Résultats par arrondissement

### Arrondissement de Largentière

#### 1recirconscription
| Candidat       | Candidat        | Étiquette,                | Premier tour | Premier tour |
| Candidat       | Candidat        | Étiquette,                | Voix         | %            |
| -------------- | --------------- | ------------------------- | ------------ | ------------ |
|                | Ernest Blachère | Bonapartiste              | 8 492        | 66,56        |
|                | Jules Roche     | Républicain intransigeant | 4 253        | 33,33        |
|                | Divers          | DIV                       | 14           | 0,11         |
|                |                 |                           |              |              |
| Inscrits       | Inscrits        | Inscrits                  | 15 869       | 100,00       |
| Votants        | Votants         | Votants                   | 12 813       | 80,74        |
| Abstention     | Abstention      | Abstention                | 3 056        | 19,26        |
| Blancs et nuls | Blancs et nuls  | Blancs et nuls            | 54           | 0,42         |
| Exprimés       | Exprimés        | Exprimés                  | 12 759       | 99,58        |

#### 2ecirconscription
| Candidat       | Candidat              | Étiquette,          | Premier tour | Premier tour |
| Candidat       | Candidat              | Étiquette,          | Voix         | %            |
| -------------- | --------------------- | ------------------- | ------------ | ------------ |
|                | Jean-François Lauriol | Constitutionnels    | 7 373        | 54,87        |
|                | Léonce Destremx       | Gauche républicaine | 6 064        | 45,13        |
|                |                       |                     |              |              |
| Inscrits       | Inscrits              | Inscrits            | 15 811       | 100,00       |
| Votants        | Votants               | Votants             | 13 481       | 85,26        |
| Abstention     | Abstention            | Abstention          | 2 330        | 14,74        |
| Blancs et nuls | Blancs et nuls        | Blancs et nuls      | 44           | 0,33         |
| Exprimés       | Exprimés              | Exprimés            | 13 437       | 99,66        |

L'élection est invalidée par la Chambre le 14 mai 1878. Une élection partielle a lieu.

### Arrondissement de Privas

#### 1recirconscription
| Candidat       | Candidat        | Étiquette,          | Premier tour | Premier tour |
| Candidat       | Candidat        | Étiquette,          | Voix         | %            |
| -------------- | --------------- | ------------------- | ------------ | ------------ |
|                | Arthur Chalamet | Gauche républicaine | 9 411        | 66,27        |
|                | Henri Chevreau  | Bonapartiste        | 4 791        | 33,73        |
|                |                 |                     |              |              |
| Inscrits       | Inscrits        | Inscrits            | 17 288       | 100,00       |
| Votants        | Votants         | Votants             | 14 241       | 82,38        |
| Abstention     | Abstention      | Abstention          | 3 047        | 17,62        |
| Blancs et nuls | Blancs et nuls  | Blancs et nuls      | 39           | 0,27         |
| Exprimés       | Exprimés        | Exprimés            | 14 202       | 99,73        |

#### 2ecirconscription
| Candidat       | Candidat        | Étiquette,          | Premier tour | Premier tour |
| Candidat       | Candidat        | Étiquette,          | Voix         | %            |
| -------------- | --------------- | ------------------- | ------------ | ------------ |
|                | Auguste Gleizal | Gauche républicaine | 9 120        | 50,49        |
|                | Paul Deydier    | Constitutionnels    | 8 775        | 48,58        |
|                | Divers          | DIV                 | 169          | 0,94         |
|                |                 |                     |              |              |
| Inscrits       | Inscrits        | Inscrits            | 21 604       | 100,00       |
| Votants        | Votants         | Votants             | 18 128       | 83,91        |
| Abstention     | Abstention      | Abstention          | 3 476        | 16.09        |
| Blancs et nuls | Blancs et nuls  | Blancs et nuls      | 64           | 0,35         |
| Exprimés       | Exprimés        | Exprimés            | 18 064       | 99,65        |

### Arrondissement de Tournon

#### 1recirconscription
| Candidat       | Candidat                                      | Étiquette,          | Premier tour | Premier tour |
| Candidat       | Candidat                                      | Étiquette,          | Voix         | %            |
| -------------- | --------------------------------------------- | ------------------- | ------------ | ------------ |
|                | Charles-André Seignobos                       | Gauche républicaine | 9 773        | 54,47        |
|                | Jean Théophile Siméon Antoine Boissy d'Anglas | Légitimiste         | 8 168        | 45,53        |
|                |                                               |                     |              |              |
| Inscrits       | Inscrits                                      | Inscrits            | 21 514       | 100,00       |
| Votants        | Votants                                       | Votants             | 17 980       | 83,57        |
| Abstention     | Abstention                                    | Abstention          | 3 534        | 16,43        |
| Blancs et nuls | Blancs et nuls                                | Blancs et nuls      | 39           | 0,22         |
| Exprimés       | Exprimés                                      | Exprimés            | 17 941       | 99,78        |

#### 2ecirconscription
| Candidat       | Candidat                 | Étiquette,          | Premier tour | Premier tour |
| Candidat       | Candidat                 | Étiquette,          | Voix         | %            |
| -------------- | ------------------------ | ------------------- | ------------ | ------------ |
|                | François Boissy d'Anglas | Gauche républicaine | 9 065        | 58,92        |
|                | Joseph Jean Lacaze       | Légitimiste         | 6 321        | 41,08        |
|                |                          |                     |              |              |
| Inscrits       | Inscrits                 | Inscrits            | 19 645       | 100,00       |
| Votants        | Votants                  | Votants             | 15 421       | 78,50        |
| Abstention     | Abstention               | Abstention          | 4 224        | 21,50        |
| Blancs et nuls | Blancs et nuls           | Blancs et nuls      | 35           | 0,23         |
| Exprimés       | Exprimés                 | Exprimés            | 15 386       | 99,77        |